# رودخانه پولیست
رودخانه پولیست (به انگلیسی: Polist River) رودخانه‌ای است که در روسیه جریان دارد.